# Cavalcade (Diekirch)
Die Cavalcade von Diekirch ist ein Karnevalsumzug in Luxemburg. Der Umzug gilt mit durchschnittlich etwa 20.000 Besuchern als einer der Höhepunkte im luxemburgischen Fasching und findet jährlich am Sonntag vor Rosenmontag statt.
Weitere Karnevalsumzüge findet man in Luxemburg in Wasserbillig, Petingen, Remich (am sogenannten Bretzelsonntag) und Schifflingen.

## Geschichte
Der Ausdruck Cavalcade geht ins Jahr 1349 zurück und bezeichnete eine Parade mit Pferden und Menschen. Heute versteht man darunter einen Karnevalsumzug. Die erste Cavalcade in Diekirch wurde 1870 organisiert. Danach dauerte es bis 1882, ehe es zu einer zweiten Auflage kam. Die 3. und 4. Cavalcade fanden 1884 und 1897 statt. Im Jahr 1900 stand die Diekircher Cavalcade unter dem Motto der Taufe.
Auch 1946, 1947, 1949 und 1954 wurden Cavalcaden organisiert. Seit 1979 findet das Fest jährlich statt; der Turnus wurde nur 1991 (wegen des Golfkriegs) und 2021 wegen der Coronapandemie unterbrochen.
Bis 2005 führte die Strecke durch die Fußgängerzone der Altstadt, heute führt sie um die Altstadt herum.

## Die "Diekircher Esel" im Karneval
Der Esel gilt als Wahrzeichen und Maskottchen der Stadt Diekirch. Mehrere Denkmäler und Eselsskulpturen, zwei Eselsbrunnen in der Altstadt und ein Esel auf dem Kirchturm der alten Laurentiuskirche erinnern daran.
Der diekircher Karnevalsverein, welcher die Cavalcade organisiert, heißt "D'Eselen aus der Sauerstad Dikrich" (Die Esel aus der Sauerstadt Diekirch), kurz ESD. Die Vereinsmitglieder betreuen zudem eine kleine Herde lebendiger Esel, welche innerhalb eines Naturparks am Ufer der Sauer gehalten werden und alle einen Namen tragen.
Zum 150. Jubiläum der ersten Diekircher Cavalcade erschien im Jahr 2020 das Karnevalslied "Mam Esel un der Spëtzt" (mit dem Esel an der Spitze), welches ebenfalls den Esel als Maskottchen ehrt.